# Vaopere
Vaopere – wieś w Estonii, w prowincji Rapla, w gminie Kaiu.